# Burg Katzenstein (Meran)
Die Burg Katzenstein, lokal auch Schloss Katzenstein genannt, ist eine Hangburg auf etwa 465 m s.l.m. bei Meran in Südtirol. Sie befindet sich an den zum Etschtal abfallenden Hängen des Tschögglbergs in der Örtlichkeit Freiberg etwas unterhalb der Fragsburg.

## Geschichte
Die Burganlage wurde bereits 1258 mit einem Conrad von Katzenstein als Stammsitz der Herren von Katzenstein erwähnt und 1285 wurde Conrad als Besitzer des Hofes auf dem Stein erwähnt. 1347 besitzen die Brüder Diepold und Rudolf von Katzenstein gemeinsam die Burg. 1355 ist Diepold Rat des Markgrafen Ludwig von Brandenburg, des Gemahls der Margarethe Maultasch, und 1357 Landrichter von Gries; 1361 sind Diepold und Rudolf von Katzenstein wichtige Persönlichkeiten an der Seite von Meinhard III. Nachdem 1450 das Geschlecht der Katzenstein im Mannesstamm erloschen war, erschienen zahlreiche Lehnsträger auf der Burg.
Nachdem Michael Katzböck die Burg als Pfand innegehabt hatte, ließ er sie 1580 weitgehend umbauen; die Burg war danach sein freies Eigentum. Im 17. Jahrhundert ging die Burg durch die Heirat der Susanna Maria Katzböck von Katzenstein mit Hans Pögel von Thurnstein an die Pögel über. 1774 kaufte Freiherr Johann Josef von Priami die Burg. 1811 kam die Burg in bäuerlichen Besitz. Um 1860 wurde das gesamte Anwesen von Oberleutnant Franz Huber erworben, der umfangreiche Renovierungsarbeiten an den Baulichkeiten durchführen ließ. 1938 erwarb Josef Menz die Burg, von dessen Familie sie heute noch bewohnt wird.

## Beschreibung
Die Burg befindet sich an einer von Natur aus fast völlig ungesicherten Stelle. Neben dem niedrigen viereckigen Bergfried erstrecken sich ein mehrfach umgebauter Palas als Wohnbau, eine Kapelle mit Kreuzgratgewölbe und ein Zwinger. Am Rundbogentor aus Renaissancebuckelquadern befindet sich die Jahreszahl 1553. Im 19. Jahrhundert wurden die Baulichkeiten umfassend erneuert.